# Томболо (перейма)

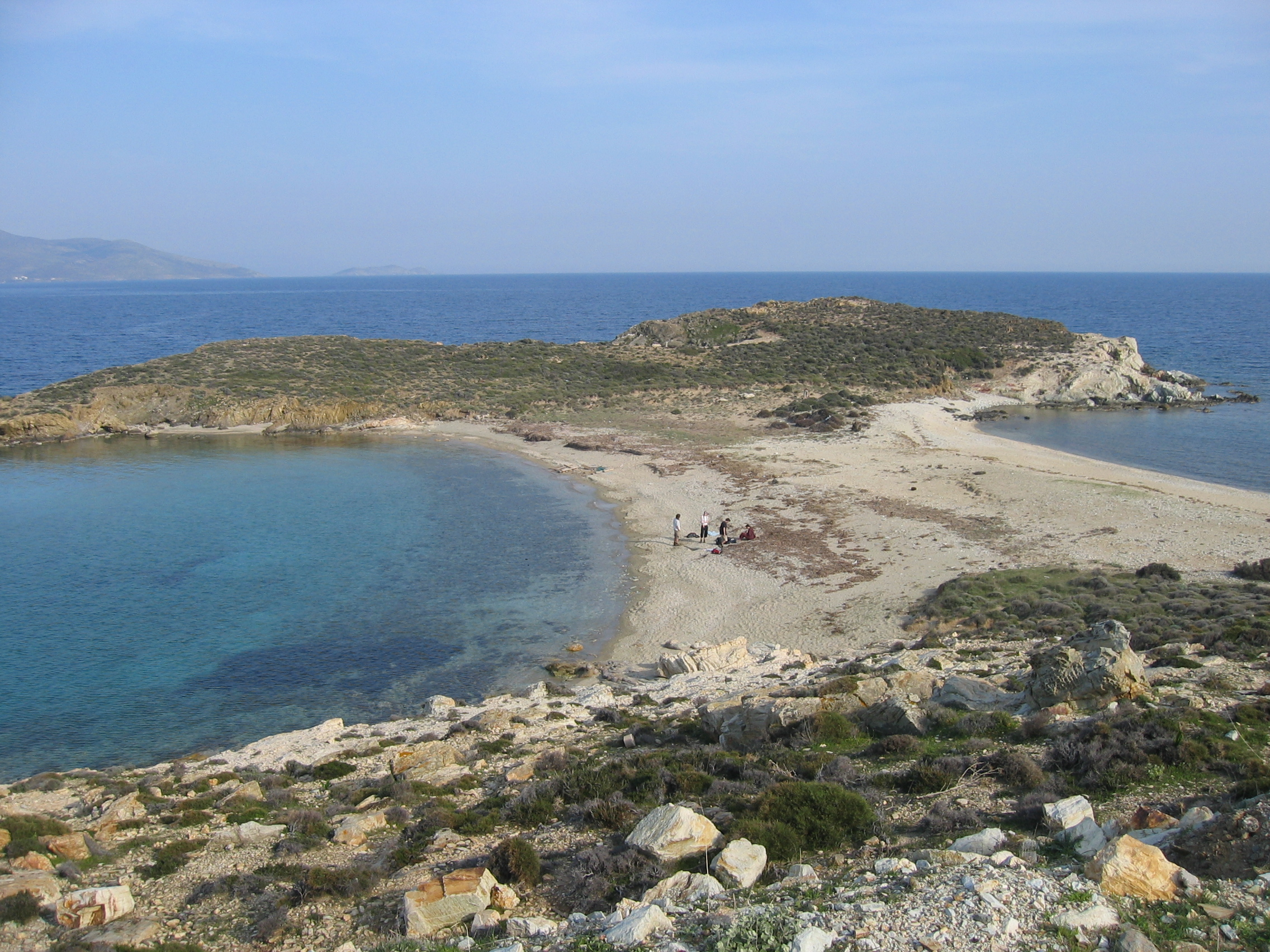
Томболо поблизу міста Карист, Греція.

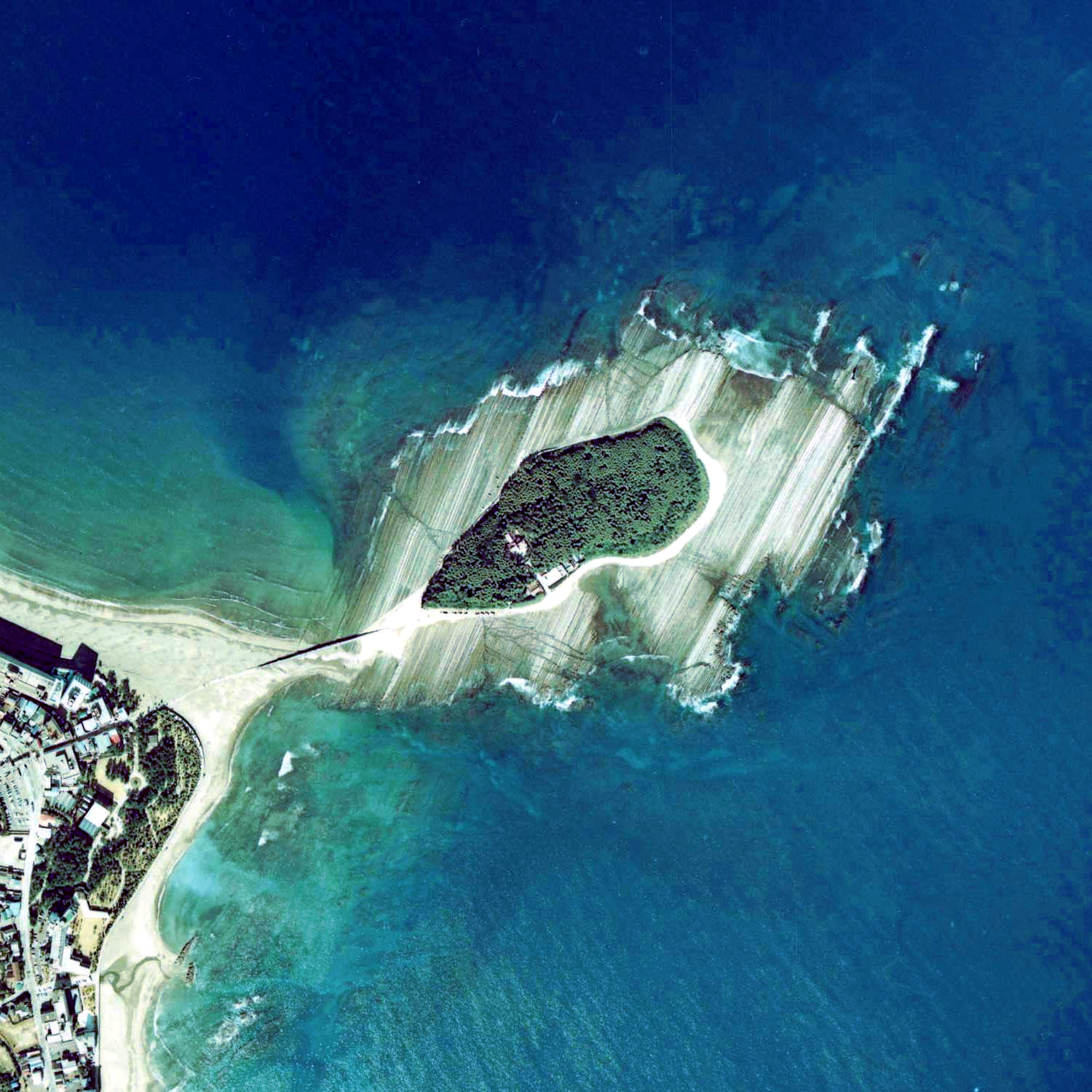
Томболо, Японія.

Томболо (італ. tombolo — дюна з лат. tumulus — курган, також перейма) — пересип, що з'єднує острів з материком. Виникає внаслідок ослаблення енергії хвильового поля, що переміщує берегові наноси. Спочатку утворюється наволок, зростання якого приводить до «прирощення» острова до берега. Іноді утворюються два пересипи з лагуною між ними.